# 6016 Carnelli
6016 Carnelli este o planetă minoră (asteroid), cu un diametru de 3,526 km, din centura de asteroizi. A fost descoperită pe 7 august 1991 la Observatorul Palomar de Henry E. Holt. 
Obiectul prezintă o orbită caracterizată de o semiaxă mare de 2,331906 UAi, o excentricitate de 0,22, o înclinație de 5,90141 ° în raport cu ecliptica.